# 塞尔吉乌斯 (名字)
塞尔吉乌斯（Sergius）是源于古罗马的一个男性名字，源自羅馬王國和罗马共和国时期的拉丁人家族塞尔吉亚家族。塞尔吉乌斯是一个很常见的基督徒名字。塞尔吉乌斯后来出現了很多变体，目前罗曼语族以及斯拉夫语族人士會用塞尔吉乌斯的变体起名。